# 中川駅 (山形県)

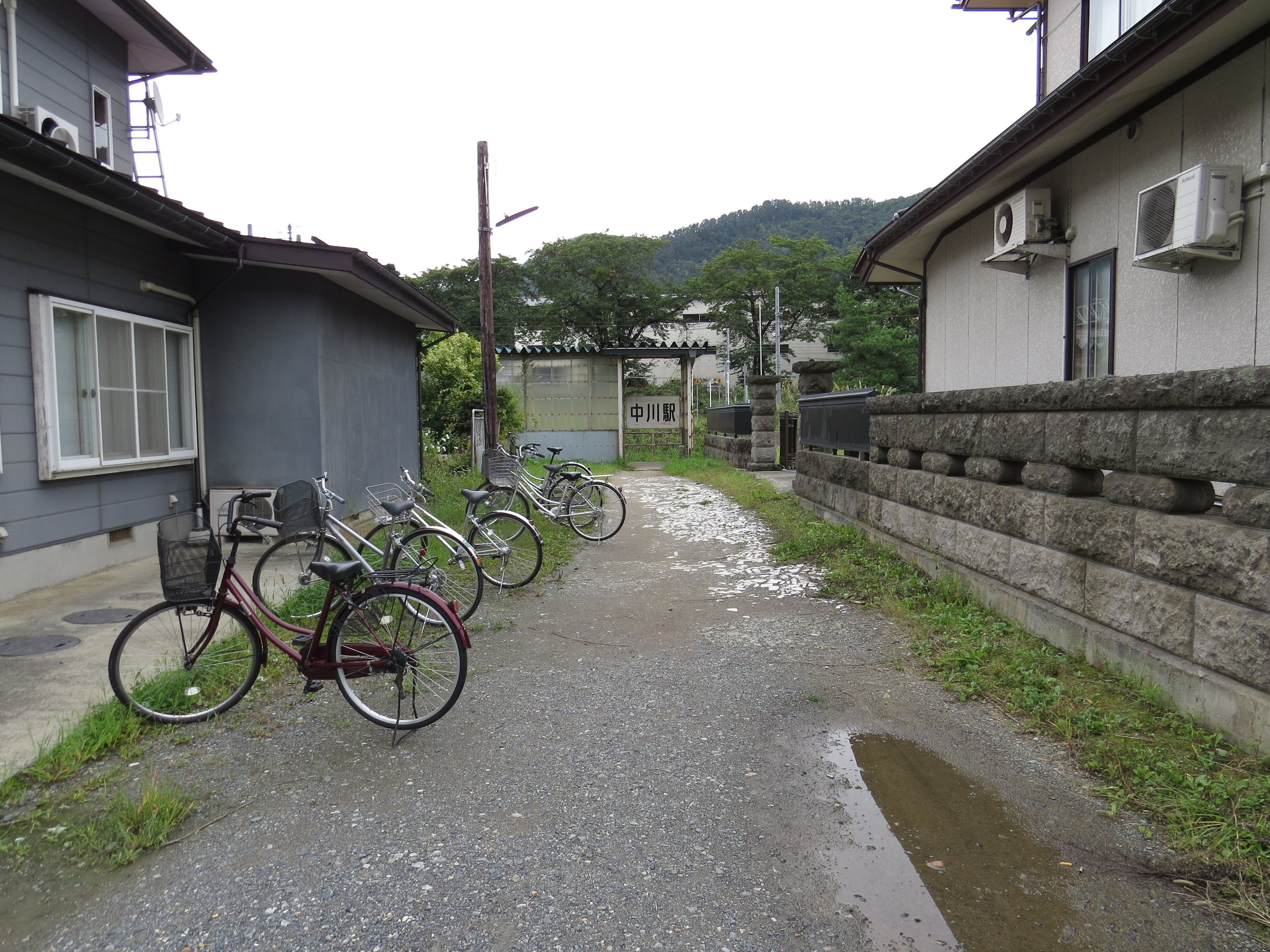
西口（2016年9月）

中川駅（なかがわえき）は、山形県南陽市小岩沢字前田にある、東日本旅客鉄道（JR東日本）奥羽本線の駅である。「山形線」の愛称区間に含まれている。

## 歴史
- 1903年（明治36年）11月3日：開業[2][3]。
- 1969年（昭和44年）10月1日：貨物の取り扱いを廃止[2]。
- 1975年（昭和50年）2月3日：荷物の扱いを廃止[4]。無人化[5]。
- 1986年（昭和61年）4月1日：駅舎改築[3]。
- 1987年（昭和62年）4月1日：国鉄分割民営化により、東日本旅客鉄道（JR東日本）の駅となる。
- 2024年（令和6年）10月1日：えきねっとQチケのサービスを開始[1][6]。

## 駅構造
相対式ホーム2面2線を有する地上駅である。互いのホームは自由通路を兼ねた跨線橋で連絡している。
米沢駅管理の無人駅である。

### のりば
| 番線 | 路線    | 方向 | 行先           |
| ---- | ------- | ---- | -------------- |
| 1・2 | ■山形線 | 上り | 福島方面       |
| 1・2 | ■山形線 | 下り | 山形・新庄方面 |

- 1番線を主本線とした一線スルーとなっており、上下線とも主に1番線に入線する。

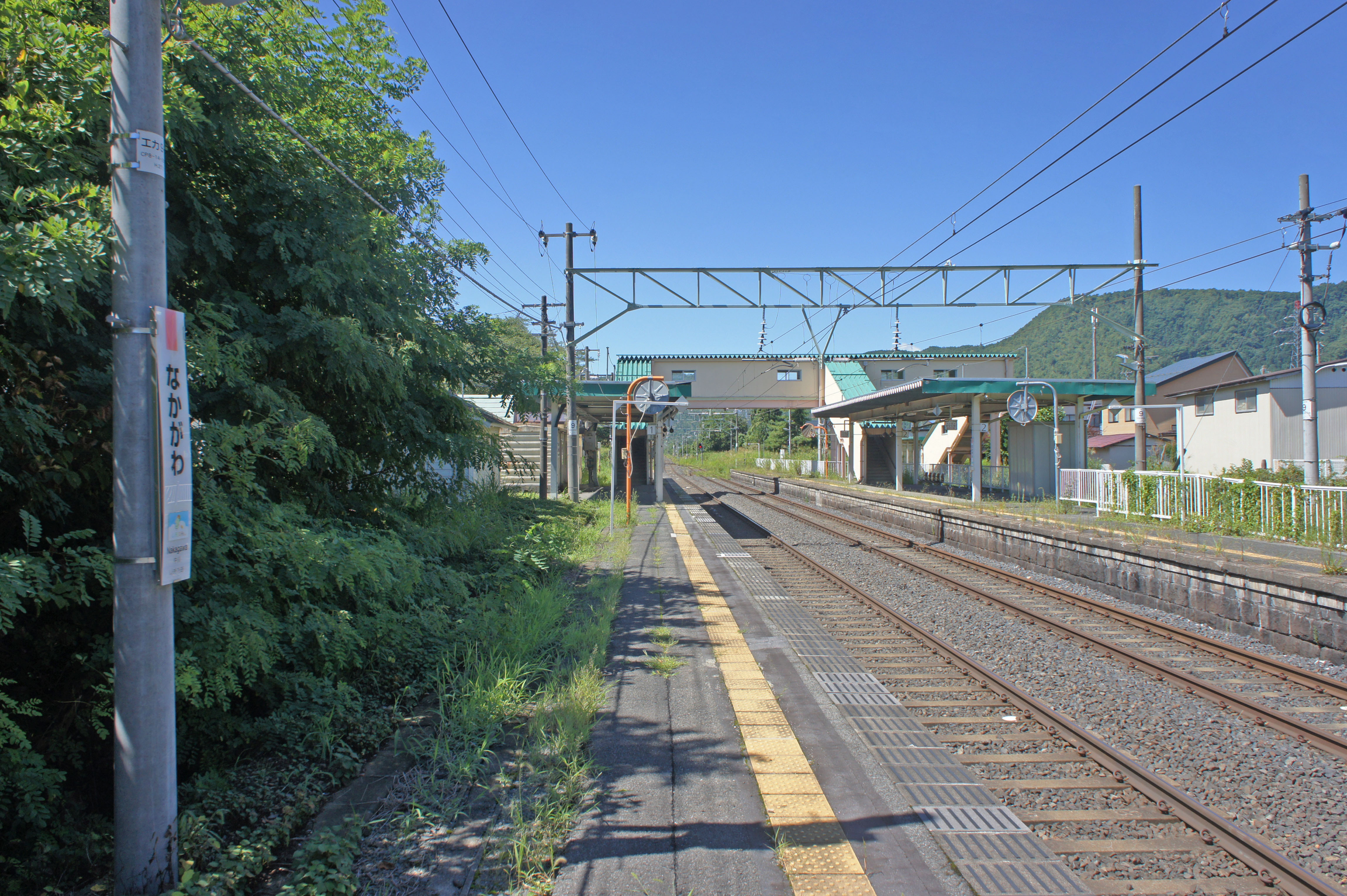
ホーム（2022年8月）

## 利用状況
「山形県の鉄道輸送」によると、2000年度（平成12年度）- 2004年度（平成16年度）の1日平均乗車人員の推移は以下のとおりであった。
| 乗車人員推移       | 乗車人員推移     | 乗車人員推移 |
| 年度               | 1日平均 乗車人員 | 出典         |
| ------------------ | ---------------- | ------------ |
| 2000年（平成12年） | 133              | [ 8 ]        |
| 2001年（平成13年） | 131              | [ 8 ]        |
| 2002年（平成14年） | 131              | [ 8 ]        |
| 2003年（平成15年） | 124              | [ 8 ]        |
| 2004年（平成16年） | 122              | [ 8 ]        |

## 駅周辺
- かわでん本社 - 駅正面
- 南陽市役所中川出張所
- 小岩沢簡易郵便局
- 南陽市立中川小学校
- 国道13号
- 吉田橋（南陽市指定文化財）

## 隣の駅
東日本旅客鉄道（JR東日本）
■奥羽本線（山形線）
赤湯駅 - （北赤湯信号場） - 中川駅 - 羽前中山駅